# Lennart Meri
Lennart Meri (Tallinn, 29 marzo 1929 – Tallinn, 14 marzo 2006) è stato uno scrittore, regista e politico estone, ministro degli Esteri e secondo Presidente della repubblica dell'Estonia (dal 1992 al 2001).
Fondamentale il suo contributo al ritorno dell'Estonia indipendente nel 1991.
Rappresentò inoltre il suo Paese alla Convenzione europea del trattato di Roma del 2004.

## Biografia

### I primi anni
Figlio di Georg, diplomatico e traduttore di Shakespeare, fece la maggior parte dei suoi studi fuori patria, soprattutto a Parigi (presso il liceo Janson-de-Sailly).
Rientrato in Estonia, poco dopo l'occupazione dell'Estonia e annessione all'Unione Sovietica, poiché estone, con la sua famiglia, fu esiliato in Siberia (1941) dove dovette lavorare come guardia forestale, già a dodici anni.
Ritornato in Estonia, studiò all'Università di Tartu, dove si laureò in Storia, cum laude, nel 1953.
Lavorò poi al teatro Vanemuine di Tartu e come produttore radiofonico (1953-1961).
Si è sposato due volte, prima con Regina e poi con Helle; ha quattro figli, tra cui Mart, Kristjan e Tuule.

### L'attività intellettuale
Nel 1958 avviò la sua attività letteraria, dopo un viaggio in Asia centrale dove aveva anche realizzato alcuni documentari sui piccoli popoli di quelle remote regioni. Il suo film I venti della Via Lattea ottenne una medaglia d'argento al festival del film di New York. Nel 1986 gli fu conferito il titolo di dottore honoris causa dell'Università di Helsinki.
Molto ampia la sua attività come traduttore in lingua estone; tra gli autori tradotti, Erich Maria Remarque, Graham Greene, Vercors, Pierre Boulle e Aleksandr Solženicyn.
Nel dicembre del 1998 fu scelto come "Europeo dell'anno; dal 2001 è stato membro dell'Accademia estone delle Scienze. Ha pubblicato undici libri e prodotto cinque film documentari.

### L'attività politica
Alla fine degli anni ottanta, iniziò a interessarsi di politica. Creò l'Istituto estone (1988-1990) per sviluppare i contatti con i Paesi dell'Ovest.
Divenne ministro degli Affari esteri il 12 aprile 1990, nel governo di Edgar Savisaar formato in seguito alle prime elezioni libere della ritrovata indipendenza. Come ministro creò le basi di una politica estera indipendente e formò i primi diplomatici non sovietici.
Dopo l'indipendenza, fu ambasciatore in Finlandia (23 aprile 1992 - 10 ottobre 1992), prima di essere eletto presidente della Repubblica. Fu rieletto nel 1996 per un secondo mandato.

## Opere

### Narrativa e saggistica
- 1959 – Kobrade ja karakurtide jälgedes
- 1961 – Laevapoisid rohelisel ookeanil
- 1964 – Tulemägede maale
- 1974 – Virmaliste väraval
- 1976 – Hõbevalge
- 1977 – Lähenevad rannad
- 1984 – Hõbevalgem
- 1989 – 1940 Eestis. Dokumente ja materjale
- 1995 – Tulen maasta, jonka nimi on Viro
- 1996 – Presidendikõned
- 2001 – Riigimured

### Documentari
- 1970 – Veelinnurahvas
- 1977 – Linnutee tuuled
- 1986 – Kaleva hääled
- 1989 – Toorumi pojad
- 1997 – Šamaan

### Traduzioni
- Graham Greene, Our Man in Havana
- Marcel Aymé, La Tête des autres
- Pierre Boulle, La Planète des singes
- Aleksandr Solženicyn, Один день Ивана Денисовича

## Onorificenze

### Onorificenze estoni
Personalmente è stato insignito dei titoli: